# 五十河村
五十河村（いかがむら）は、かつて京都府中郡にあった村である。1956年（昭和31年）7月1日に大宮町に編入され廃止となった。現在は京丹後市の五十河地域にあたる。

## 歴史
1889年（明治22年）、延利村・五十河村・久住村・明田村が町村制を施行して五十河村となった。1951年（昭和26年）には口大野村、奥大野村、常吉村、三重村、周枳村、河辺村が合併して大宮町となり、五十河村は1956年（昭和31年）6月に大宮町に編入された。五十河村西部は大宮町との結びつきが強かったが、村東部は岩滝町との結びつきが強かったため、編入合併協議は紛糾を重ねた。

### 沿革
- 1889年（明治22年）4月1日 - 町村制施行に伴い、中郡延利村・五十河村・久住村・明田村の区域を以て五十河村が発足。
- 1956年（昭和31年）7月1日 - 大宮町に編入され同日五十河村廃止。